# Celebrity Cruises
Celebrity Cruises ist eine 1989 gegründete Kreuzfahrt-Reederei, die zur Royal Caribbean Group gehört.

## Geschichte

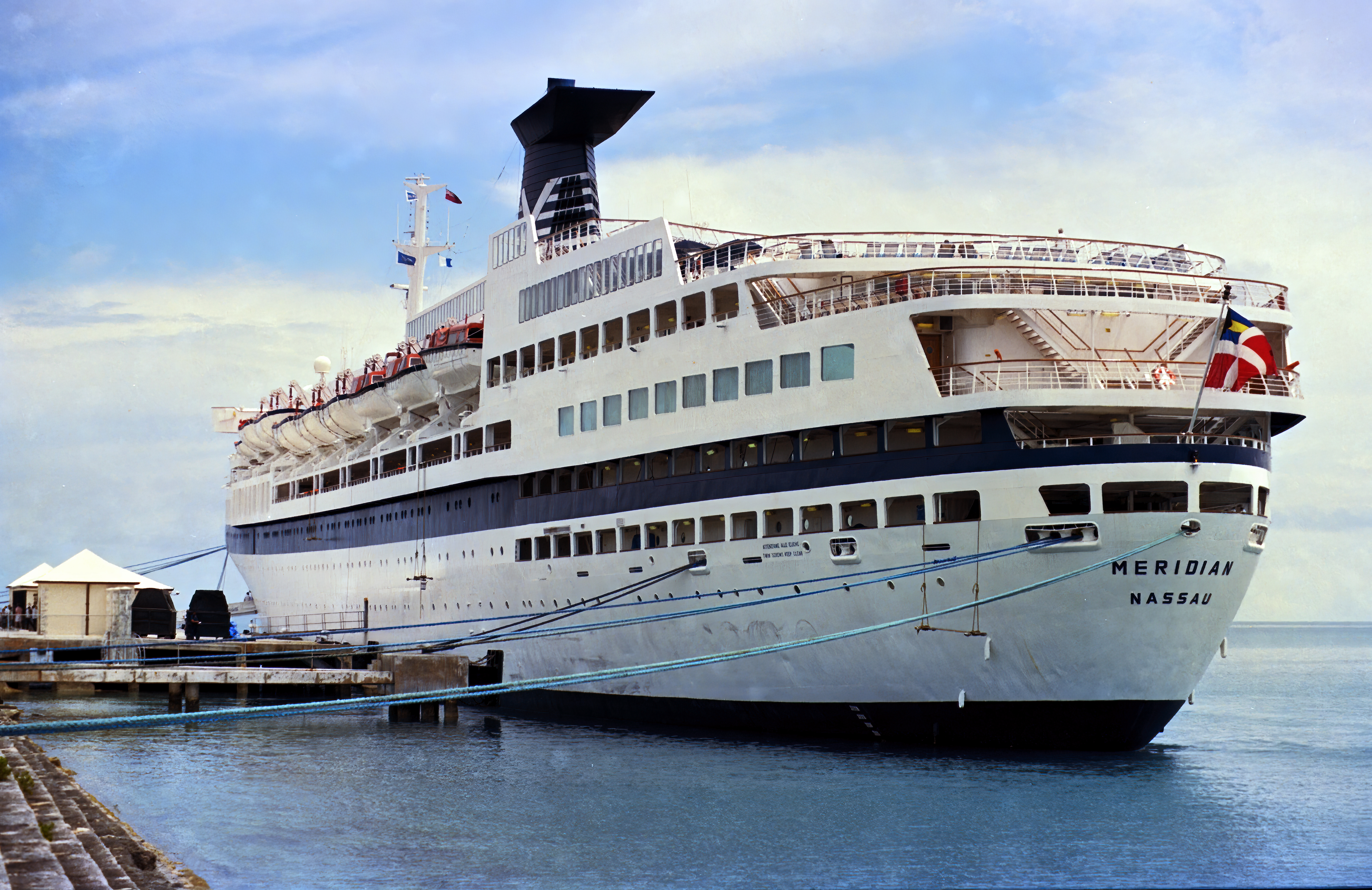
Das erste Schiff der Reederei, die Meridian, 1994 in Bermuda

Celebrity Cruises wurde 1989 als selbständige Kreuzfahrtgesellschaft durch der griechischen Reederei Chandris gegründet. Nach dem ersten Kreuzfahrtschiff Meridian wurden von 1990 und 1992 mit den von der Meyer Werft in Papenburg gebauten Schiffen Horizon und Zenith weitere Kreuzfahrtschiffe in Dienst gestellt. Von 1995 bis 1997 folgten die Neubauten der Century-Klasse, die Century, die Mercury und die Galaxy.

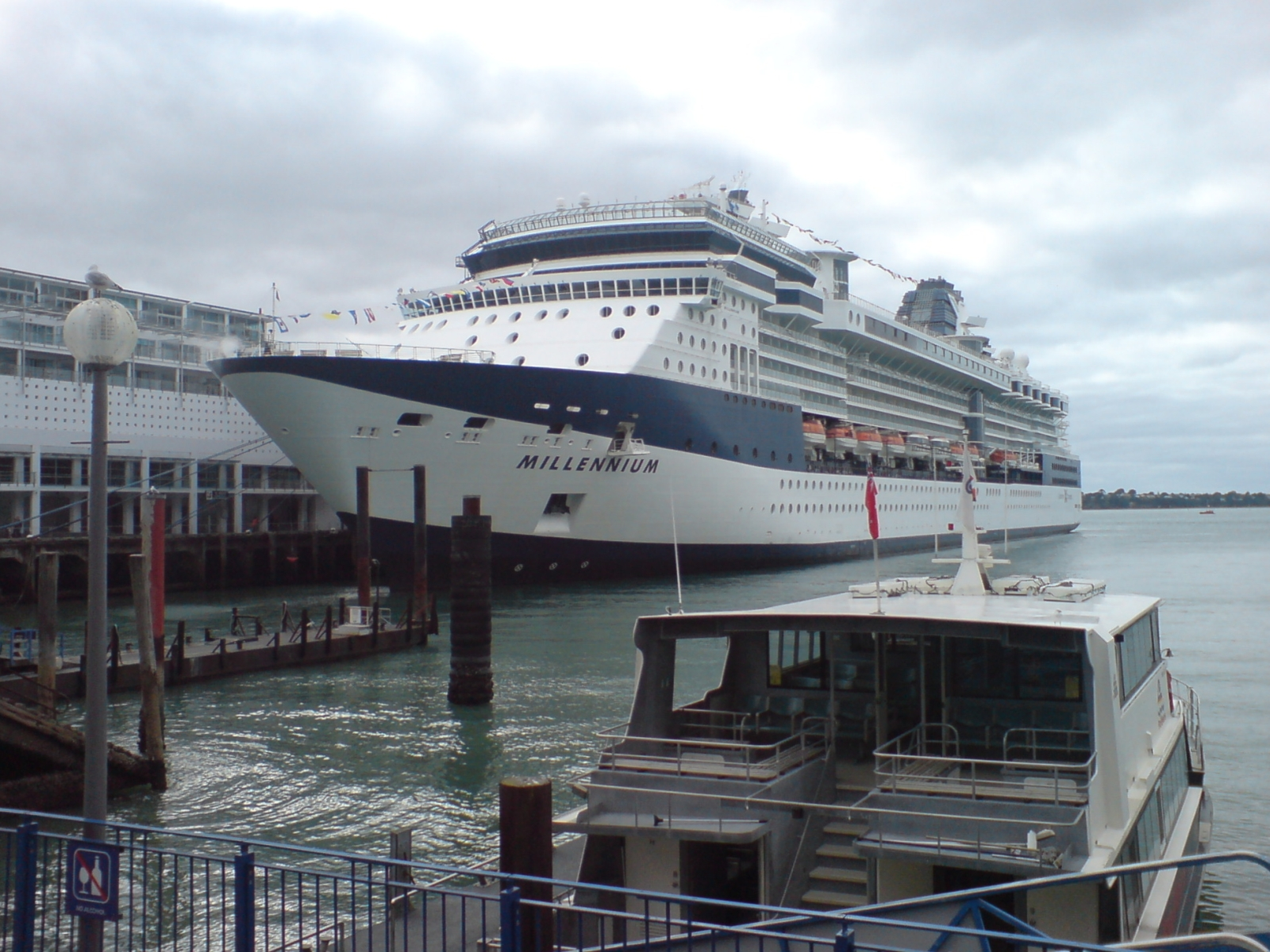
Die Millennium

Im Jahre 1997 wurde Celebrity Cruises durch Royal Caribbean Cruise Line übernommen, zusammen firmieren sie seitdem als Royal Caribbean Cruises Ltd. In den Jahren von 2000 und 2002 stellte Celebrity Cruises vier Schiffe der bei Chantiers de l’Atlantique gebauten Millennium-Klasse in Dienst.
Am 4. Mai 2007 gab Celebrity Cruises bekannt, die beiden kleineren Schiffe Azamara Journey und Azamara Quest unter der neu geschaffenen Marke Azamara Club Cruises als Deluxe-Produkt zu vermarkten.
Von 2008 bis 2012 stellte Celebrity Cruises fünf Schiffe der bei der Meyer Werft gebauten Solstice-Klasse in Dienst.
Anfang Dezember 2014 schloss Celebrity Cruises eine Absichtserklärung mit STX France (heute Chantiers de l’Atlantique) über den Bau von zwei Schiffen einer neuen Klasse, der späteren Edge-Klasse. Im Mai 2016 gab Celebrity Cruises zwei weitere Schiffe dieser Klasse mit Ablieferung 2021 und 2022 unter Vorbehalt in Auftrag.
Ab Januar 2015 sollen sechs Schiffe mit Scrubbern ausgestattet werden. Damit können weiterhin Gebiete befahren werden, in denen ab 2015 die Emissionsgrenzen verschärft wurden. Die Systeme werden von den Firmen Wärtsilä und Alfa Laval geliefert. 11 von 15 Schiffen der Flotte (2022) waren mit Scrubbern ausgestattet.
2016 kündigte Celebrity Cruises die Übernahme von Galapagos Tour Operators Ocean Adventures an. Im Frühjahr 2016 stießen die Eclipse und die Athala II zur Flotte von Celebrity Cruises und wurden in Celebrity Xperience und Celebrity Xploration umbenannt. Im November 2017 wurde außerdem der Neubau Celebrity Flora bei Shipyard De Hoop mit Ablieferung 2019 bestellt und am 15. Dezember 2017 auf Kiel gelegt.

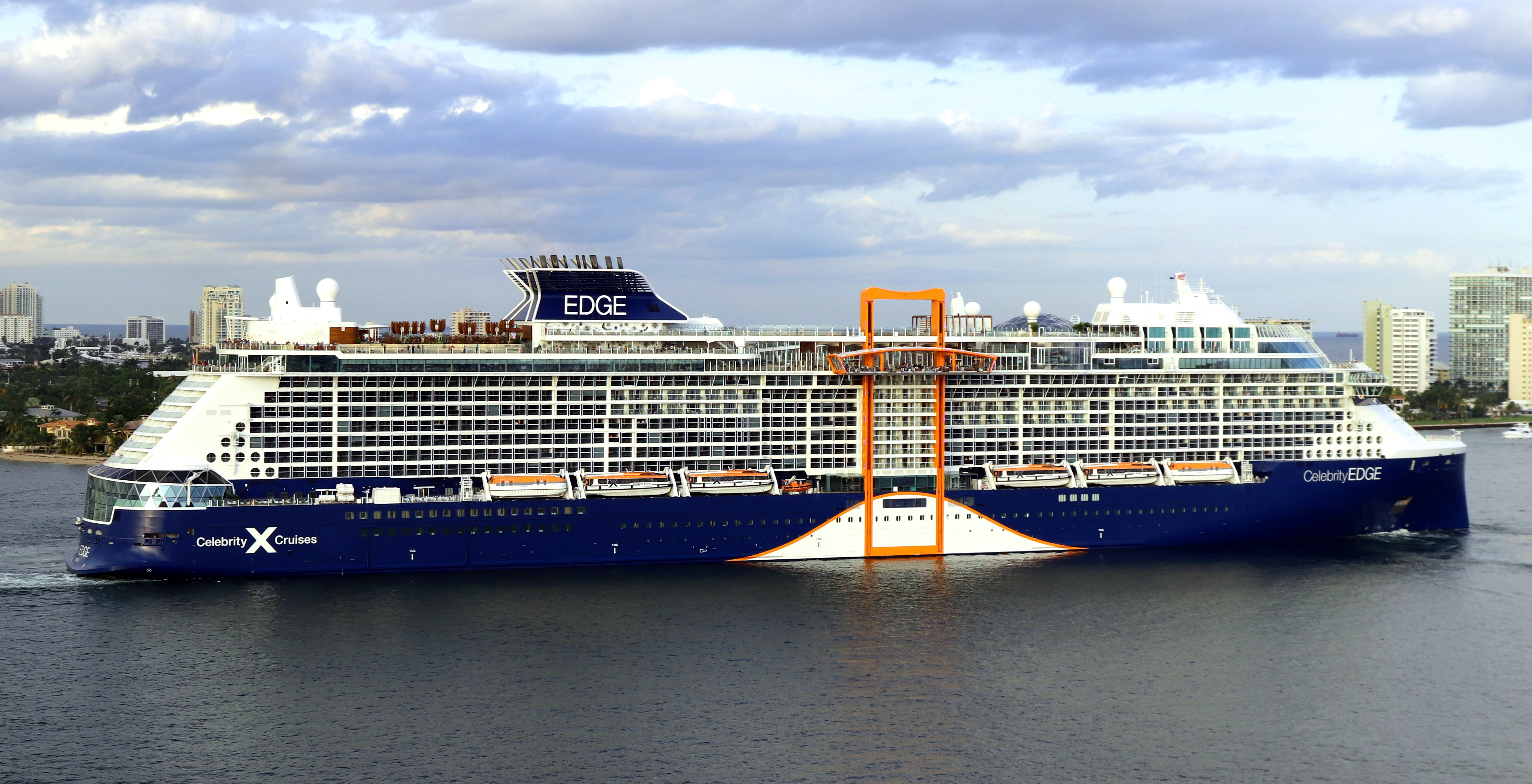
Die Celebrity Edge

Die Celebrity Edge, Typschiff der nach ihr benannten 2014 bestellten Edge-Klasse, wurde am 31. Oktober 2018 abgeliefert. Die Celebrity Apex folgte im März 2020, in den Jahren 2022 und 2023 dann die etwas größeren Schiffe Celebrity Beyond und Celebrity Ascent. Im Januar 2025 wurde die Bestellung eines sechsten Schiffes Edge-Klasse als Schwesterschiff der Celebrity Xcel, die statt im Herbst 2024 mittlerweile im November 2025 übernommen werden soll, mit Ablieferung im Jahr 2028 bekanntgegeben.
Ebenfalls im Januar 2025 gab Celebrity Cruises bekannt, bei der niederländischen Werft Teamco Shipyard zehn Flusskreuzfahrtschiffe mit Ablieferung ab 2027 bestellt zu haben und mit diesen unter der Marke Celebrity River Cruises in den Flusskreuzfahrtmarkt einsteigen zu wollen. Es soll sich dabei jedoch nur um einen ersten Bauauftrag halten, weitere Schiffe sollen folgen.

## Aktuelle Flotte
Die Schiffe tragen auf dem Schornstein das Logo der Reederei. Das „X“ ist der griechische Buchstabe „Chi“ als Logo der Chandris-Flotte. Seit 2003 ist der erste Teil der Schiffsnamen in der Flotte „Celebrity“.
Von 2008 bis 2012 wurde die aus fünf Schiffen bestehende Solstice-Klasse auf der Meyer Werft in Papenburg in Dienst gestellt. Das letzte Schiff dieser Klasse, die Celebrity Reflection, nahm im Oktober 2012 den Betrieb auf. Von 2010 bis 2012 wurden zudem die älteren Schiffe der Millennium-Klasse modernisiert und um Einrichtungen der neueren Solstice-Klasse erweitert.
| Name                    | Baujahr           | Vermessung        | Besatzung         | Kabinen           | Bauwerft                                 | Status/Verbleib                                                        |
| Millennium-Klasse       | Millennium-Klasse | Millennium-Klasse | Millennium-Klasse | Millennium-Klasse | Millennium-Klasse                        | Millennium-Klasse                                                      |
| ----------------------- | ----------------- | ----------------- | ----------------- | ----------------- | ---------------------------------------- | ---------------------------------------------------------------------- |
| Celebrity Millennium    | 2000              | 90.228 BRZ        | 999               | 970               | Chantiers de l’Atlantique, Saint-Nazaire | seit Juli 2000 in Dienst                                               |
| Celebrity Infinity      | 2001              | 90.228 BRZ        | 999               | 970               | Chantiers de l’Atlantique, Saint-Nazaire | seit Februar 2001 in Dienst                                            |
| Celebrity Summit        | 2001              | 90.228 BRZ        | 999               | 970               | Chantiers de l’Atlantique, Saint-Nazaire | seit September 2001 in Dienst                                          |
| Celebrity Constellation | 2002              | 90.228 BRZ        | 999               | 970               | Chantiers de l’Atlantique, Saint-Nazaire | seit April 2002 in Dienst                                              |
| Solstice-Klasse         |                   |                   |                   |                   |                                          |                                                                        |
| Celebrity Solstice      | 2008              | 121.878 BRZ       | 1.271             | 1.426             | Meyer Werft, Papenburg                   | seit November 2008 in Dienst                                           |
| Celebrity Equinox       | 2009              | 121.878 BRZ       | 1.271             | 1.426             | Meyer Werft, Papenburg                   | seit Juli 2009 in Dienst                                               |
| Celebrity Eclipse       | 2010              | 121.878 BRZ       | 1.271             | 1.426             | Meyer Werft, Papenburg                   | seit April 2010 in Dienst                                              |
| Celebrity Silhouette    | 2011              | 122.210 BRZ       | 1.271             | 1.443             | Meyer Werft, Papenburg                   | seit Juli 2011 in Dienst                                               |
| Celebrity Reflection    | 2012              | 125.366 BRZ       | 1.271             | 1.515             | Meyer Werft, Papenburg                   | seit Oktober 2012 in Dienst                                            |
| Edge-Klasse             |                   |                   |                   |                   |                                          |                                                                        |
| Celebrity Edge          | 2018              | 130.818 BRZ       | 1.320             | 1.459             | Chantiers de l’Atlantique, Saint-Nazaire | Baukosten: ca. 900 Mio. US-$                                           |
| Celebrity Apex          | 2020              | 130.818 BRZ       | 1.320             | 1.455             | Chantiers de l’Atlantique, Saint-Nazaire | Baukosten: ca. 900 Mio. US-$ ursprünglich als Celebrity Beyond geplant |
| Celebrity Beyond        | 2022              | 141.420 BRZ       | 1.416             | 1.630             | Chantiers de l’Atlantique, Saint-Nazaire | ursprünglich für 2021 geplant Baukosten: ca. 900 Mio. US-$             |
| Celebrity Ascent        | 2023              | 141.420 BRZ       | ?                 | 1.630             | Chantiers de l’Atlantique, Saint-Nazaire | ursprünglich für 2022 geplant Baukosten: ca. 900 Mio. US-$             |
| Expeditionsschiffe      |                   |                   |                   |                   |                                          |                                                                        |
| Celebrity Flora         | 2019              | 5.739 BRZ         |                   | 50                | Shipyard De Hoop                         | 2019 abgeliefert Baukosten: ca. 75 Mio. US-$                           |

## Zukünftige Schiffe
| Name           | Fertigstellung (geplant) | Vermessung  | Besatzung | Kabinen   | Bauwerft                                 | Anmerkungen                               | Baukosten         | Baukosten |
| -------------- | ------------------------ | ----------- | --------- | --------- | ---------------------------------------- | ----------------------------------------- | ----------------- | --------- |
| Celebrity Xcel | 2025                     | 140.600 BRZ | ?         | ca. 1.600 | Chantiers de l’Atlantique, Saint-Nazaire | Edge-Klasse ursprünglich für 2024 geplant | ca. 900 Mio. US-$ |           |
| N.N.           | 2028                     | 140.600 BRZ |           |           | Chantiers de l’Atlantique, Saint-Nazaire | Edge-Klasse                               |                   |           |

| methanolfähig |

## Ehemalige Schiffe
| Name                      | Baujahr | Vermessung | Reederei- dienst    | Bauwerft                                     | Status/Verbleib                                                                  |
| ------------------------- | ------- | ---------- | ------------------- | -------------------------------------------- | -------------------------------------------------------------------------------- |
| Meridian                  | 1963    | 30.440 BRT | 1990–1997           | Cantieri Riuniti dell' Adriatico, Monfalcone | 1997 an Sun Cruises verkauft, 1999 als Sun Vista gesunken                        |
| Horizon                   | 1990    | 46.811 BRZ | 1990–2005           | Meyer Werft, Papenburg                       | ab 2005 als Island Star von Island Cruises betrieben 2022 in Aliağa verschrottet |
| Zenith                    | 1992    | 47.255 BRZ | 1992–2007           | Meyer Werft, Papenburg                       | ab 2007 bei Pullmantur Cruises in Dienst 2022 in Alang verschrottet              |
| Galaxy Celebrity Galaxy   | 1996    | 77.713 BRZ | 1996–2008 2008–2009 | Meyer Werft, Papenburg                       | Anfang 2009 an TUI Cruises verkauft, ab 2009 Mein Schiff                         |
| Mercury Celebrity Mercury | 1997    | 76.522 BRZ | 1997–2008 2008–2011 | Meyer Werft, Papenburg                       | Mitte 2010 an TUI Cruises verkauft, ab 2011 Mein Schiff 2                        |
| Century Celebrity Century | 1995    | 70.606 BRZ | 1995–2008 2008–2015 | Meyer Werft, Papenburg                       | im April 2015 an SkySea Cruises verkauft, ab April 2015 Skysea Golden Era        |
| Celebrity Xperience       | 1982    | 1.610 BRZ  | 2017–2021           |                                              | Expeditionsschiff, 24 Kabinen übernommen im März 2017, 2021 verkauft             |
| Celebrity Xpedition       | 2001    | 2.842 BRZ  | 2001–2024           | Cassens-Werft, Emden                         | ab 2001 in Dienst, 2024 an Lindblad Expeditions verkauft                         |
| Celebrity Xploration      | 2007    | 319,5 BRZ  | 2017–2024           |                                              | übernommen im März 2017, 2024 an Lindblad Expeditions verkauft                   |

## Galerie

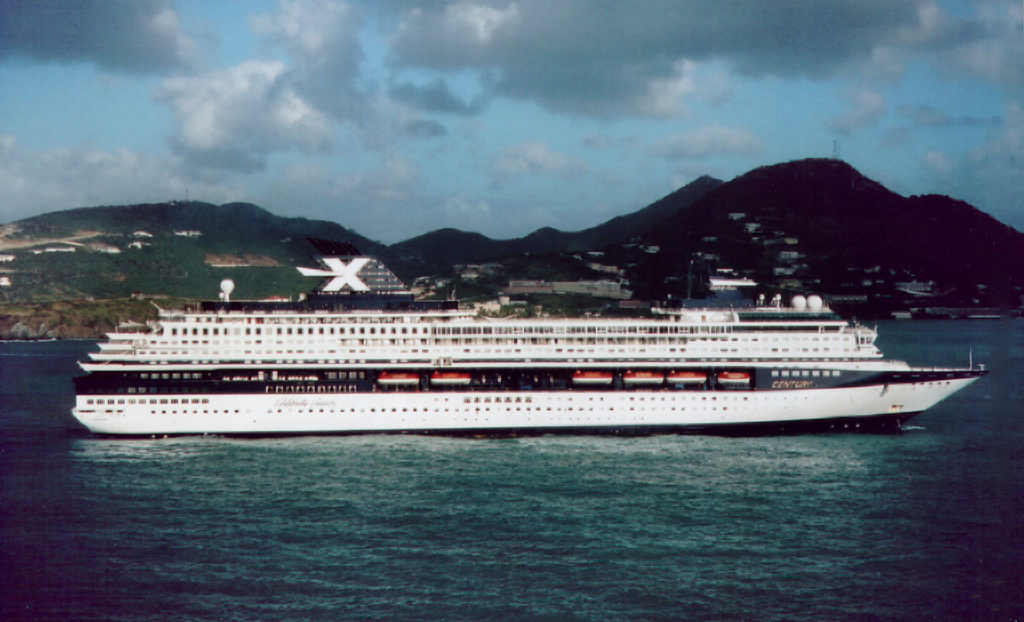
Century
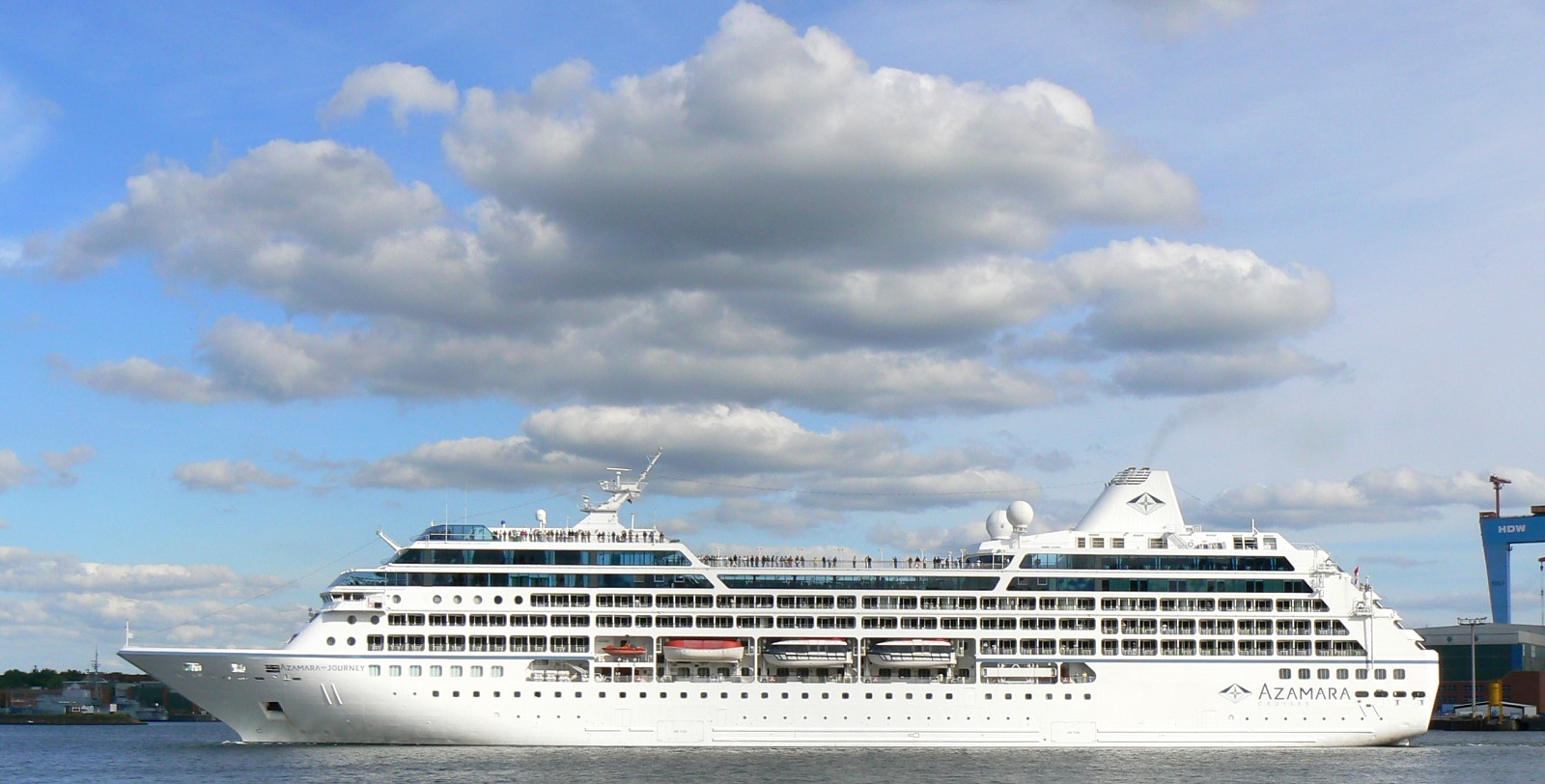
Azamara Journey
Celebrity Solstice am Ausrüstungspier der Meyer Werft
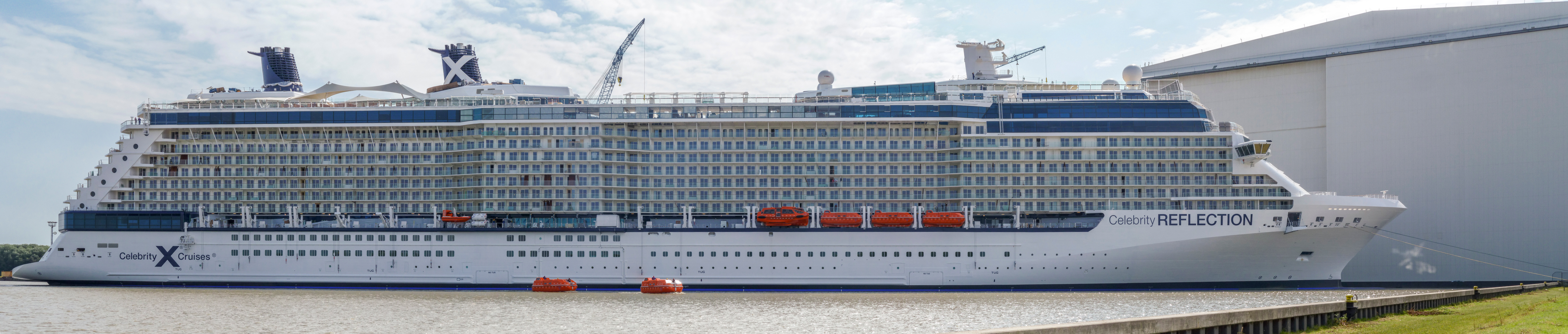
Celebrity Reflection am Ausrüstungspier der Meyer Werft im August 2012
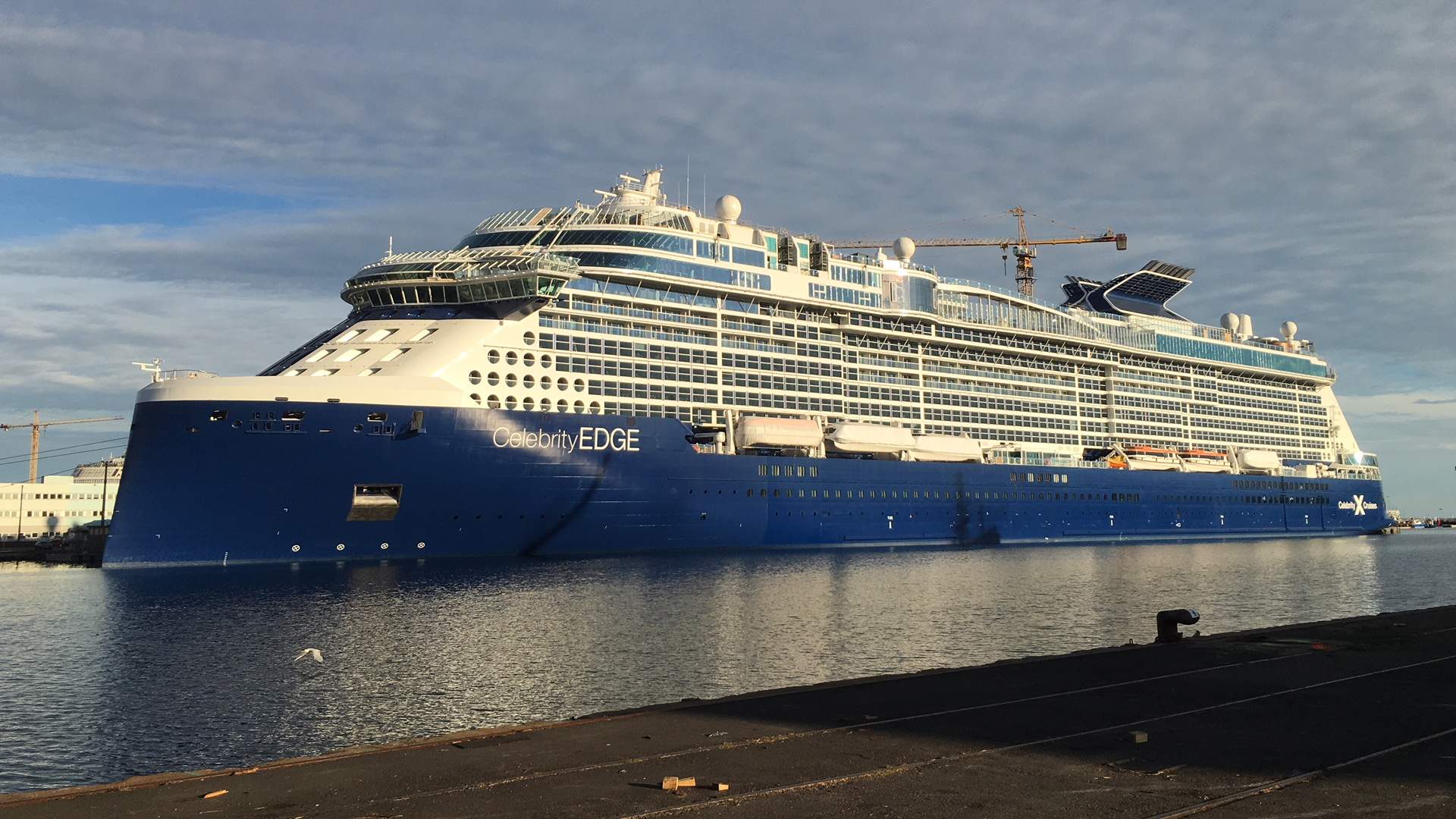
Celebrity Edge